# Danni Heylen
Danni Heylen (Kieldrecht, 28 april 1951) is een Belgische actrice en voormalig zangeres. Ze is vooral bekend voor haar rol van Pascale De Backer in F.C. De Kampioenen die ze 30 jaar lang vertolkte.

## Biografie
Heylen studeerde in 1973 af aan het conservatorium van Antwerpen. In 1974 begon ze haar loopbaan als lid van het Reizend Volkstheater. Daar speelde ze een bijzonder uitgebreid repertoire. Op haar lijstje vindt men werk van onder andere Shakespeare, Molière, Tsjechov, O'Neill, Walter van den Broeck, Ayckbourn, Feydeau en Camoletti.
Haar bekendste rol is ongetwijfeld die van Pascale De Backer in de serie en gelijknamige films van F.C. De Kampioenen. Zij vertolkt deze rol al sinds de start van de serie op 6 oktober 1990.
Tijdens haar carrière speelde ze ook andere rollen, zoals in Samson & Gert, Flikken, Danni Lowinski en in de films Boys en Max. Ook was ze in een drietal afleveringen te zien in Familie als Diane.

## Theater
Ook is Heylen actief in de toneelwereld, zo heeft ze al verschillende keren de regie gedaan bij stukken van de toneelgroep Camere van Rhetorica Sint Jan ten Steene uit Sint Jansteen, Zeeland. Ze was bij deze toneelvereniging drie aaneengesloten seizoenen de vaste regisseuse.
De actrice Jenny Tanghe heeft haar aangemoedigd om toneelles te volgen.
Anno 2013 maakt ze deel uit van de vaste cast van De Komedie Compagnie en Theater aan de Stroom.

## Privé
Ze is de partner van architect Frank Thieleman en woont in Kieldrecht. 